# Art South Africa
Art South Africa è una rivista di arte contemporanea focalizzata sulla produzione artistica sudafricana.

## Storia
La rivista viene creata nel 2002 con il sostegno della galleria d'arte Bell-Roberts e la direzione di Sophie Perryer e dal 2004 di Sean O'Toole. Gli articoli approfondiscono l'attualità culturale in Sudafrica e recensiscono eventi internazionali ai quali partecipano artisti sudafricani (in particolare esposizioni che si svolgono negli Stati Uniti ma anche in Africa raccontate attraverso corrispondenti). L'attenzione è rivolta alle arti visive con alcuni articoli su architettura, design, musica, cinema e moda.
Secondo Cédric Vincent e Thomas Boutoux, Art South Africa è la prima rivista ad essere pubblicata in Africa con un formato che si ispira esplicitamente alle riviste d'arte internazionali quali Frieze e Tema celeste. Sempre secondo gli autori, nonostante lo stretto legame tra la rivista e la galleria commerciale Bell-Roberts, la pubblicazione gode di una grande indipendenza, dando spazio a polemiche e ad articoli di approfondimento che toccano temi difficili e controversi.
Dirige la versione cartacea Bronwyn Law-Viljoen e dirige la versione online Sean O'Toole. Contribuiscono alla rivista critici d'arte, giornalisti e studiosi quali Ivor Powell, Hazel Friedman, Colin Richards, Thembinkosi Goniwe, Ivan Vladislavic, Nic Dawes, Sam Raditlhalo